# Занддейк
Занддейк (нід. Zanddijk) — селище в нідерландській провінції Зеландія. Входить до муніципалітету Вере.
Його площа становить 0,40 км², а населення станом на 2021 рік складало 855 осіб.